# Biserica de lemn din Parva

Vechea biserică de lemn greco-catolică din Parva, după A. Tohăneanu.

Vechea biserică de lemn greco-catolică din Parva se afla în localitatea Parva, comuna Parva, județul Bistrița-Năsăud și data din prima jumătate a secolului 19. Lăcașul purta hramul „Bunei Vestiri.” A dispărut după înlocuirea sa cu o nouă biserică de zid, pe la mijlocul secolului 20.

## Istoric și trăsături
Conform monografiei scrisă de Mircea Daroși, biserica a fost construită în anul 1822. A fost refăcută în anul 1840 folosindu‐se o parte din materialul de la o veche mănăstire, aflată între Rebra și Parva. Lăcașul a fost sfințit cu această ocazie de episcopul greco‐catolic Ioan Lemeny. Imaginea bisericii s-a transmis prin desenul lui A Tohăneanu, din perioada interbelică, publicat de Ion Popescu-Cilieni în 1945. 